# Staaten Generaal
Lo Staaten Generaal, poi rinominato Bato era un vascello da 74 cannoni in servizio nella marina olandese tra il 1788 e il 1806. 

## Storia
Realizzato per contro dell'Ammiragliato di Rotterdam presso il cantiere navale di Rotterdam nei Paesi Bassi, il vascello da 76 cannoni Staatel Generaal fu impostato presso il cantiere navale di Rotterdam nel 1786, sotto la direzione di Pieter Glavimans, e varato il 25 marzo 1788, venendo completato il 25 maggio dello stesso anno. L'armamento era suddiviso in cannoni da 36 libbre sul ponte inferiore, da 24 libbre sul ponte superiore, e 12 libbre in coperta. In quello stesso cantiere, diretto dalla famiglia Van Zwijndregt, fu costruito anche il gemello Prins Willem de Eerste. Entrambe le navi erano costruite con 17 ordinate, in quercia della Renania, e avevano una lunghezza di 180 piedi di Amsterdam. Nel luglio 1788 lo Staaten Generaal venne trasferito al molo di Hellevoetsluis, non avendo ancora ricevuto il rivestimento di rame dello scafo, cosa ancora da avvenire il 10 agosto 1790.
Il 1 febbraio 1793, la Convenzione Nazionale della Repubblica Francese dichiarò guerra allo Statholder Ereditario Guglielmo V. Gli Stati Generali la considerarono una dichiarazione di guerra all'intera Repubblica delle Sette Province Unite, e la marina fu messa in allerta per far fronte alla nuova minaccia. Nonostante la pessima situazione finanziaria in cui versava la marina, il 2 aprile 1793 il consiglio di amministrazione di De Maze decise di mettere in servizio sia lo Staten Generaal (74 cannoni) che il Delft (56 cannoni) e di equipaggiarli completamente. Le due navi furono assegnate a una squadra navale agli ordini del contrammiraglio Pieter Melvill van Carnbee uno destinata ad operare nel Mediterraneo per proteggere gli interessi commerciali olandesi. Tra l'altro si doveva concludere un accordo con Dey di Algeri per impedirgli di dichiarare guerra anche alla Repubblica. Lo Staaten Generaal doveva divenire nave ammiraglia della squadra. Si scoprì subito che la nave non era affatto pronta, sia i ponti che la prua erano ancora fase di completamento, gli alberi erano stati alzati, ma la nave non aveva ricevuto l'armamento previsto. La squadra fu pronta a prendere il mare nel mese di ottobre, e reclutare gli equipaggi fu difficile e i fornitori volevano consegnare solo se il pagamento veniva effettuato in contanti.
Arrivata nel Mediterraneo, la squadra protesse numerosi convogli e riuscì a raggiungere un accordo con il Dey di Algeri nell'aprile 1794. I problemi finanziari a De Maze divennero così grandi che l'approvvigionamento della squadra navale fu minacciato. Si verificarono diversi casi di diserzione tra i membri degli equipaggi.
Durante il viaggio si svolse una gara di vela con buon vento tra le diverse navi. Lo Staaten Generaal e la Delft risultarono abbastanza soddisfacenti sotto questo aspetto, sebbene lo Admiraal de Ruyter fosse risultato il più veloce. In un rapporto inviato al principe Guglielmo V come ammiraglio generale comandante della flotta, Melvill van Carnbee scrisse che lo Staaten Generaal, pur con qualche difetto, si trovava in buone condizioni.
Il deterioramento della situazione nella stessa Repubblica fu il motivo per cui la squadra di Melvill van Carnbee fu richiamato dal Mediterraneo. Nel settembre 1794 lo squadrone tornò nella Repubblica, con lo Staaten Generaal che rimase davanti a Vlissingen, dove entrò a far parte dell'ala sinistra della difesa marittima della Repubblica delle Sette Provincie Unite. Il 18 gennaio 1795 Guglielmo V fuggì in Inghilterra, assegnando il comando della flotta al tenente-ammiraglio Jan Hendrik van Kinsbergen.
Ricevuta la notizia che i francesi non dovevano più essere considerati nemici il comandante dello Staaten Generaal, capitano W.O. Bloys van Treslong, il 23 gennaio 1795 tentò di portare in mare aperto il vascello, cosa che gli fu impedita dai blocchi di ghiaccio galleggianti. A causa dell'alta marea, la nave fu spinta indietro e rimase incastrata tra le testate del Westhaven, contro il vascello Utrecht. Le due navi rimasero danneggiate. .38 Il 5 febbraio 1795 la squadra navale si arrese al generale francese Claude Ignace François Michaud. Pochi giorni dopo, scoppiò un grande ammutinamento, prima sullo Staaten Generaal, e poi si estese agli equipaggi delle altre navi. Gli uomini si consideravano sciolti dal giuramento di fedeltà al principe e non volevano darne uno nuovo al governo batavo. Temevano inoltre che i salari arretrati non sarebbero più stati pagati.  La situazione si risolse perché il deputato di Vlissingen Abraham Louyssen, un ricco commerciante, era disposto ad anticipare l'importo per impedire il saccheggio delle navi. Il 12 febbraio gli equipaggi furono pagati e congedati. Su 550 uomini d'equipaggio dello Staaten Generaal ne rimasero in servizio 112, in quanto gli altri disertarono.
Il vascello, che si trovava in buone condizioni generali, transitò in servizio nella marina batava e si trasferì a Texel per entrare a far parte della squadra navale dell'ammiraglio Jan Willem de Winter rimanendo li per alcuni anni.
L'11 ottobre 1797 lo Staaten Generaal partecipò alla battaglia di Camperdown come nave di bandiera del contrammiraglio Samuel Story. Questa nave ebbe il sartiame reso inutilizzabile dopo cinque minuti, il timone danneggiato, e si incendiò per due volte, e per due volte il fuoco venne spento. Il primo incendio divampò sui ponti superiori e inferiore, venendo spento con grande difficoltà. Successivamente l'incendio divampò di nuovo, tanto che per domarlo fu gettata in mare l'intera murata del mezzo ponte.  La nave andò alla deriva sottovento, rendendole impossibile ricongiungersi alla linea di battaglia. La mattina del 12 ottobre la  Staaten Generaal riparò a Texel con il resto della flotta batava. In ogni caso, la battaglia fu notevole per la nuova tattica impiegata dall'ammiraglio britannico Adam Duncan, imbarcato sulla Venerable, che prevedeva di sfondare la linea olandese, invece di navigare parallelamente ad essa come si usava all'epoca. La linea di fila olandese fu spezzata appena prima della Staaten General.
Il 14 ottobre venne fatto un primo inventario dei danni subiti dal vascello. Al cantiere navale di Amsterdam furono ordinati tre nuovi alberi che dovevano essere inviati alla Nieuwe Diep.   Nel frattempo l'equipaggio si era trasferito sulla nave guardia porto De Verwagting, e il 31 maggio 1798 passò sulla Washington appena completata, nuova nave di bandiera del contrammiraglio di Story.
Nel 1798, durante i lavori di riparazione, la nave fu ribattezzata Bato.   Durante l'invasione anglo-russa dell'Olanda settentrionale (27 agosto - 19 novembre 1799) il Bato fu utilizzato come batteria galleggiante e, insieme ad altre due navi più grandi e venti più piccole, formò una linea tra Durgerdam e il Diemerzeedijk. A bordo furono collocati venti pezzi di artiglieria. Gli artiglieri di Amsterdam destinati al Bato, una "banda di ribelli" secondo il tenente colonnello Krayenhoff, si rifiutarono di salire a bordo e dovettero essere sostituiti con altri. Le navi non entrarono mai in azione.
Dopo la partenza degli inglesi e dei russi, il Bato fu immediatamente trasferito al Vlieter vicino a Texel, dove fu rimesso in servizio attivo il 18 novembre 1799 con il capitano Simon Dekker come comandante. L'equipaggio proveniva dalla nave gemella Brutus, l'ex Prins Willem de Eerste, e la nave svolse funzioni di guardiaporto. Nel 1801 la nave fu addirittura temporaneamente messa fuori servizio.
Nel 1802, insieme a due vascelli e una fregata, salpò per raggiungere e riconquistare la Colonia del Capo. Tutte le navi della linea erano armate "en flûte" in quanto la batteria più bassa e più pesante era stata sbarcata per il trasporto dei 2.000 militari e sul Bato viaggiava il nuovo governatore Jan Willem Janssens e del il suo bagaglio. L'equipaggio del Bato era ridotto a 210 uomini.  Il comando della squadra navale fu assunto da Simon Dekker, con le navi così cariche che alla partenza si rese necessario trasferire parte del carico su un certo numero di navi mercantili noleggiate per rendere le tre navi della linea in qualche modo idonee alla navigazione. L'intenzione era che lo squadra navale avrebbe poi navigato verso le Indie orientali olandesi per raggiungere Batavia. Lì le navi di linea avrebbero dovuto caricare prodotti coloniali destinati alla vendita in Europa. Le spese sostenute per la missione dovevano essere pagate con i relativi proventi.
Il 5 agosto 1802 le navi partirono, con il Bato che rimase sempre indietro rispetto alle altre navi.  Il comandante, capitano Jacob Claris, aveva calcolato male il vettovagliamento richiesto, perché sei giorni dopo lo scalo a Tenerife dovette iniziare a razionare il cibo ai passeggeri.
L'evacuazione della Colonia del Capo da parte degli inglesi avvenne senza intoppi, e dopo lo sbarco delle truppe il contrammiraglio Dekker partì subito per le Indie Orientali con il grosso delle sue navi. Il Bato inizialmente rimase indietro, ma il 10 aprile 1803, sei giorni dopo le altre navi, anche questa nave raggiunse la rada di Batavia.
Dekker sperava di integrare l'armamento e l'equipaggio delle sue navi di linea nelle Indie Orientali, ma ciò non fu possibile. Lì erano disponibili solo vecchi cannoni da 12 libbre, non adatti all'utilizzo sulle navi. Poiché il contrammiraglio non voleva utilizzare personale asiatico, gli equipaggi poterono essere integrati solo parzialmente con i sopravvissuti delle fregate danneggiate. Le voci sullo scoppio della guerra e il cattivo rapporto con il governatore generale delle Indie orientali costrinsero Dekker a salpare il prima possibile. Carico di spezie, lasciò Batavia il 18 ottobre 1803 con le navi della linea Pluto, Kortenaer e Bato. Voleva raggiungere l'Île de France, dove sperava di rafforzare almeno il suo armamento, ed in effetti in un forte furono trovati un certo numero di cannoni da 24 libbre senza affusto. Spendendo molto denaro riuscì anche a far realizzare degli affusti improvvisati. Il Pluto fu armato con questi cannoni, mentre le altre due navi dovevano ancora consegnare alcuni membri del loro equipaggio per avere almeno una nave adeguatamente armata ed equipaggiata.
Il 28 gennaio 1804 Dekker intraprese una crociera lungo la costa del Natal con le sue tre navi, sperando di intercettare un convoglio inglese. Nel suo rapporto, Dekker scrisse che le navi avevano parecchi problemi: sulla ammiraglia, la Pluto, le vele si strapparono durante una tempesta perché il sartiame si era deteriorato e la testa del timone si era rotta. L'albero maestro del Bato stava per spezzarsi. Pertanto interruppe la crociera e fece rotta verso il Capo di Buona Speranza. Al suo ritorno alla Colonia del capo fu sottoposta ad una attenta ispezione e trovata in cattive condizioni. Dekker decise di dividere il suo equipaggio sulle altre due navi e trasferire l'armamento al Kortenaer, cosa che a causa delle condizioni meteorologiche avvenne a Simons Bay.  La Pluto e la Kortenaer partirono nuovamente per le Indie Orientali perché la guerra aveva reso impossibile il ritorno nella Repubblica Batava.   Durante il breve viaggio verso Simons Bay, la Bato si era incagliata e si era aperta una falla nello scafo. Trasformata in batteria galleggiante per sorvegliare gli accessi alla base navale, l'armamento era composto da 2 cannoni da 18 libbre e 6 da 8 libbre.
Il 6 gennaio 1806 una forza inglese sbarcò vicino a Città del Capo. L'8 gennaio le truppe olandesi furono sconfitte dagli inglesi nella battaglia di Blaauwberg, e in quello stesso giorno al comandante del Bato, timoniere J. Harteke, fu ordinato di mandare tutti i soldati a terra, sbarcare l'equipaggio, distruggere tutte le merci a bordo, tagliare le funi d'ancoraggio e incendiare la nave, che poi si capovolse e affondò a un centinaio di metri dalla riva.
Il commodoro britannico Sir Home Riggs Popham, in una lettera riportata dalla London Gazette  scrisse:  ”La fregata francese Atalante, da 40 cannoni, e il vascello batavo Bato, da 68 cannoni. Distrutte dal nemico che le aveva portate a terra quando il Capo fu attaccato, Gennaio 10, 1806.
Subito dopo la conquista della Colonia del Capo nel 1806, i marinai britannici recuperarono dal relitto il timone e varie parti in ferro. Negli anni 1960 e 1970 del XX secolo, dei privati si immersero più volte sul relitto, provocando non pochi danni. Nel 1976 furono portati in superficie e conservati due cannoni per conto del Comune di Simon's Town, dove ancora oggi di possono ammirare sulla banchina.
Tra il 1996 e il 1998, l'organizzazione ungherese Octopus ha indagato sulla probabile ubicazione del relitto del Bato, e sul sito internet dell'organizzazione si legge che il relitto sporge di circa 1,5-2 metri sopra il fondale marino. Dopo la rimozione delle incrostazioni, si scoprì che gran parte delle travi e delle assi erano ricoperte da uno strato di ferro fuso, il che indicava lo scatenarsi di un incendio. In prossimità del relitto, sotto uno strato di sabbia grigia dello spessore di 20 cm, era presente ovunque uno strato di fuliggine e carbone spesso dai 40 ai 50 cm. Da questo strato emersero molti piccoli reperti: ceramiche, porcellane, resti di scatole laccate dipinte persiane, resti di armi e moltissimi chiodi e piatti forgiati in rame. Questi ultimi si trovano principalmente in forma fusa sul fondo del mare.

### Annotazioni
1. ↑  Pieter van Zwijndregt Pauluszoon aveva subito un ictus nel 1786. Glavimas divenne costruttore generale della navi da guerra della Repubblica Batava nel 1795.
2. ↑  Pieter van Zwijndregt Pauluszoon ha conservato un manoscritto del 1757, De Groote Nederlandsche Scheepsbouw op een Proportio-naale Reegel voor Gestelt, in cui e indicato come dovrebbero essere costruite le navi da guerra più grandi.

### Fonti
1. 1 2  Tree Decks.
2. ↑  Nationaal Archief, Den Haag, Staten-Generaal, nummer toegang 1.01.02, inventarisnummer 3839: Resoluties Staten-Generaal juli-december 1782.
3. ↑  Bruijn 1998, p. 200.
4. ↑  Fischer Fnz 1997, pp. 144-154.
5. ↑  Fischer Fnz 1997, p. 162.
6. ↑  Fischer Fnz 1997, p. 164.
7. ↑  Fischer Fnz 1997, p. 170.
8. ↑  van Breda Vriesman 1998, p. 118.
9. ↑  Klooster , Kollf 2011, p. 23.
10. ↑  Grint 2021, p. 25.
11. ↑  De Jonge 1862, p. 226.
12. ↑  Tone 2007, p. 101.
13. ↑  NL-HaNA, Hoge Militaire Rechtspraak, 2.01.11, inv.nr. 229: Verhoor sbn. Story; NL-HaNA, Hoge Militaire Rechtspraak, 2.01.11, inv.nr. 228: Vonnis sbn. Story.
14. ↑  De Jonge 1862, p. 416.
15. ↑  De Jonge 1862, pp. 342-358.
16. ↑  De Jonge 1862, p. 409.
17. ↑  NL-HaNA, Hoge Militaire Rechtspraak, 2.01.11, inv.nr. 229: Lijst van het beschadigde rondhout, zeilen en tuig van de Staten-Generaal, 14 oktober 1797.
18. ↑  NL-HaNA, Marine, 1795-1813, 2.01.29.01, inv.nr. 703. Notulen van de Commissarissen van het Departement van Marine te Amsterdam, 13 november 1797.
19. ↑  NL-HaNA, Marine / Monsterrollen, 2.01.30, inv.nr. 40: Monsterrol Staten-Generaal 1795-1798 S.Story.
20. ↑  http://warebataven.wp.hum.uu.nl/files/2012/12/Ware-Bataven-Les-5-De-Bataafse-stamvader.pdf.
21. 1 2  Krayenhoff 1832, p. 280.
22. ↑  NL-HaNA, Marine / Monsterrollen, 2.01.30, inv.nr. 173: Soldijrol Bato, kapitein Simon Dekker.
23. ↑  De Jonge 1862, p. 696.
24. 1 2 3 4 5 6 7 8 9 10  Deepresearch.
25. ↑  F.N. Groustra en J.R. Bruijn, Een kentering in de gezondheid aan boord. Bataafse vloten naar Oost- en West-Indië, 1802 in Tijdschrift voor zeegeschiedenis. Jaargang 14, Nr. 1 , Leiderdorp, mei 1995, pp. 29-49.
26. 1 2  Milo 1960, pp. 388-389.
27. ↑  van Breda Vriesman 1998, p. 170.
28. ↑  Milo 1960, p. 400.
29. ↑  Milo 1960, pp. 440-460.
30. ↑  NL-HaNA, Marine, 1795-1813, 2.01.29.01, inv.nr. 506: Rapport van Sbn. Dekker 1802-1804.
31. ↑   NL-HaNA, Marine suppl. 2, 2.01.29.03, inv.nr. 110: Journaal van de Bato (nov. 1803-jan. 1806).
32. ↑  Grainger 2015, pp. 14-31.
33. ↑  (EN) The London Gazette (PDF), n. 15927, 10 June 1806.
34. ↑  Mollema 2015, p. 38.